# Orkney n.º 244
Orkney n.º 244 es un municipio rural canadiense situado en la provincia de Saskatchewan.

## Superficie
Orkney n.º 244 tiene una superficie de 770,05 km².

## Demografía
En 2021, tenía 1883 habitantes, una densidad poblacional de 2,4 hab./km², y 810 viviendas.